# Murgenthal
Murgenthal (schweizerdeutsch: ˈmʊrɡətə) ist eine Einwohnergemeinde im Schweizer Kanton Aargau. Sie gehört zum Bezirk Zofingen, liegt im äussersten Südwesten an der Aare und grenzt an die Kantone Bern, Luzern und Solothurn. Die Gemeinde entstand 1901 aus der Fusion von Riken und Balzenwil; mit über 18 Quadratkilometern ist sie die flächenmässig sechstgrösste des Kantons.

## Geographie
Die Ortschaft Murgenthal, das Zentrum der weitläufigen Gemeinde, liegt neben der Mündung der Murg in die Aare. Etwa eineinhalb Kilometer weiter südlich, im Tal der Murg, liegt der Weiler Walliswil. Entlang der beiden Gewässer, in Richtung Nordosten bzw. Süden, erstreckt sich eine schmale Flussebene, die nirgends breiter als 200 Meter ist. Die Ebene wird durch den im 17. Jahrhundert gebauten und 8,5 Kilometer langen Rotkanal entwässert, der von Walliswil bis nach Rothrist reicht.
Begrenzt wird die Ebene durch eine steile Geländestufe, die in eine weitere, erhöht liegende Ebene übergeht. Diese ist zu über zwei Dritteln mit Wald bedeckt, der einen bedeutenden Teil des grössten zusammenhängenden Waldgebiets des Kantons Aargau bildet. Die Dörfer Hohwart und Glashütten liegen südöstlich von Murgenthal in einer zwei Kilometer langen und 400 Meter breiten Rodungsinsel, die auf allen Seiten von Wald umgeben ist. Die Ortschaft Riken, anderthalb Kilometer nordöstlich von Murgenthal gelegen, ist auf drei Seiten von Wald umgeben. Ganz im Südosten, über vier Kilometer von Murgenthal entfernt, befinden sich im Tal der Pfaffneren das Dorf Balzenwil und der Weiler Gruben.
Die Fläche des Gemeindegebiets beträgt 1862 Hektaren, davon sind 1172 Hektaren bewaldet und 159 Hektaren überbaut. Der höchste Punkt befindet sich auf 501 Metern auf der Grueberhöchi bei Balzenwil, der tiefste auf 405 Metern an der Aare. Nachbargemeinden sind Rothrist im Nordosten, Vordemwald im Osten, Brittnau im Südosten, die luzernische Gemeinde Pfaffnau im Süden, die bernischen Gemeinden Roggwil und Wynau im Westen sowie die solothurnischen Gemeinden Wolfwil im Westen und Fulenbach im Nordwesten. Entsprechend findet sich ein Dreikantonseck im Rot  und ein weiteres bei der Mündung der Murg in die Aare .

## Geschichte
Die erste Erwähnung von Murgatun erfolgte im Jahr 1255 in einer Urkunde des Grafen Ludwig von Frohburg. Der Ortsname stammt vom keltischen Morgiodunon bzw. dem spätlateinischen Morgiodunum, was «befestigte Anlage an der Morgia/Murg» bedeutet. Murgenthal, Glashütten und Riken waren damals Bestandteil des Amtes Aarburg, das im Besitz der Frohburger war. Sie verkauften das Amt 1299 an die Habsburger, die damit sowohl die niedere Gerichtsbarkeit als auch die Blutgerichtsbarkeit besassen. Das erstmals 1197 erwähnte Balzenwil hingegen hatte eine rechtliche Sonderstellung: Das Niedergericht lag bei der Gerichtsherrschaft Pfaffnau des Klosters St. Urban, das Hochgericht beim bernischen Amt Aarwangen.

Luftansicht (1970)

1415 eroberten die Eidgenossen den Aargau. Die verschiedenen Dörfer und Weiler rund um Murgenthal gehörten nun zum Untertanengebiet der Stadt Bern, dem so genannten Berner Aargau. Balzenwil wurde ebenfalls dem Amt Aarburg zugeteilt. Auch nach Einführung der Reformation im Jahr 1528 besass das auf Luzerner Gebiet gelegene Kloster einen gewissen Einfluss: Zwischen 1640 und 1645 entstand als Gemeinschaftswerk der katholischen Mönche und des reformierten Landvogts Jakob Wyss der Rotkanal, um Wasser aus der Murg zu den Magerwiesen in Rothrist zu leiten. Im März 1798 nahmen die Franzosen die Schweiz ein, entmachteten die «Gnädigen Herren» von Bern und riefen die Helvetische Republik aus. Der westlich der Wigger gelegene Teil des Amtes Aarburg gehörte zunächst zum Distrikt Langenthal im Kanton Bern und gelangte im März 1803 zum Kanton Aargau.
Balzenwil und Riken waren selbständige politische Gemeinden. Jedoch umfasste Riken den weitaus grössten Teil des heutigen Gemeindegebiets, selbst der unmittelbar neben Balzenwil gelegene Weiler Gruben gehörte dazu. Nach der Eröffnung der Eisenbahnlinie Aarburg–Herzogenbuchsee am 16. März 1857 und der Aarebrücke im Jahr 1863 entwickelte sich Murgenthal zum eigentlichen Zentrum der Gemeinde Riken; neben dem Bahnhof siedelten sich zahlreiche Industriebetriebe an. Im Jahr 1900 zählte Riken 1729 Einwohner, Balzenwil lediglich 191. Ein Jahr später wurden beide Gemeinden fusioniert, und Murgenthal gab der neu entstandenen Gemeinde seinen Namen. Seit Beginn der 1950er Jahre ist die Einwohnerzahl nur leicht angestiegen.

## Sehenswürdigkeiten

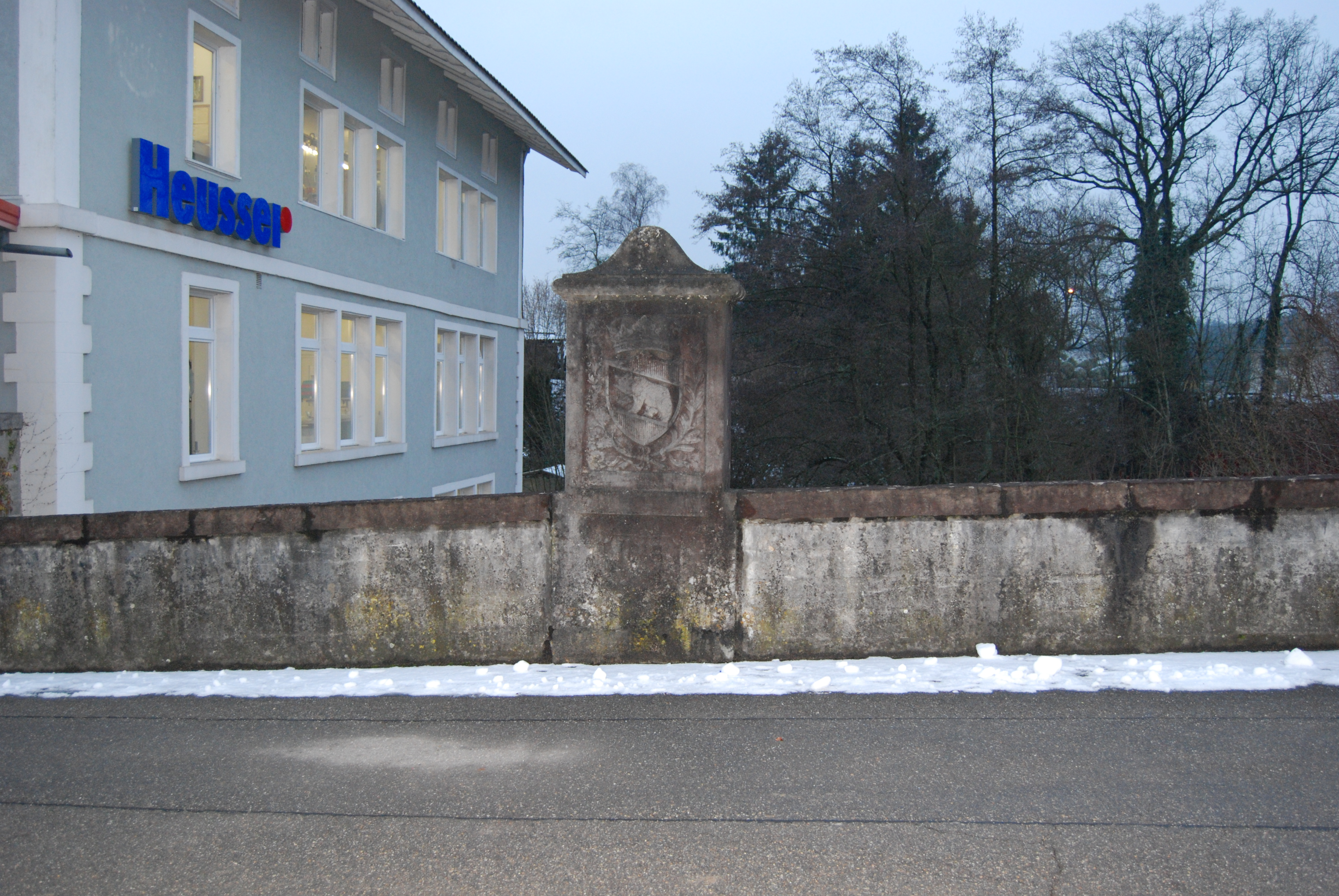
Berner Grenzstein auf der Murgbrücke zwischen Murgenthal und Wynau

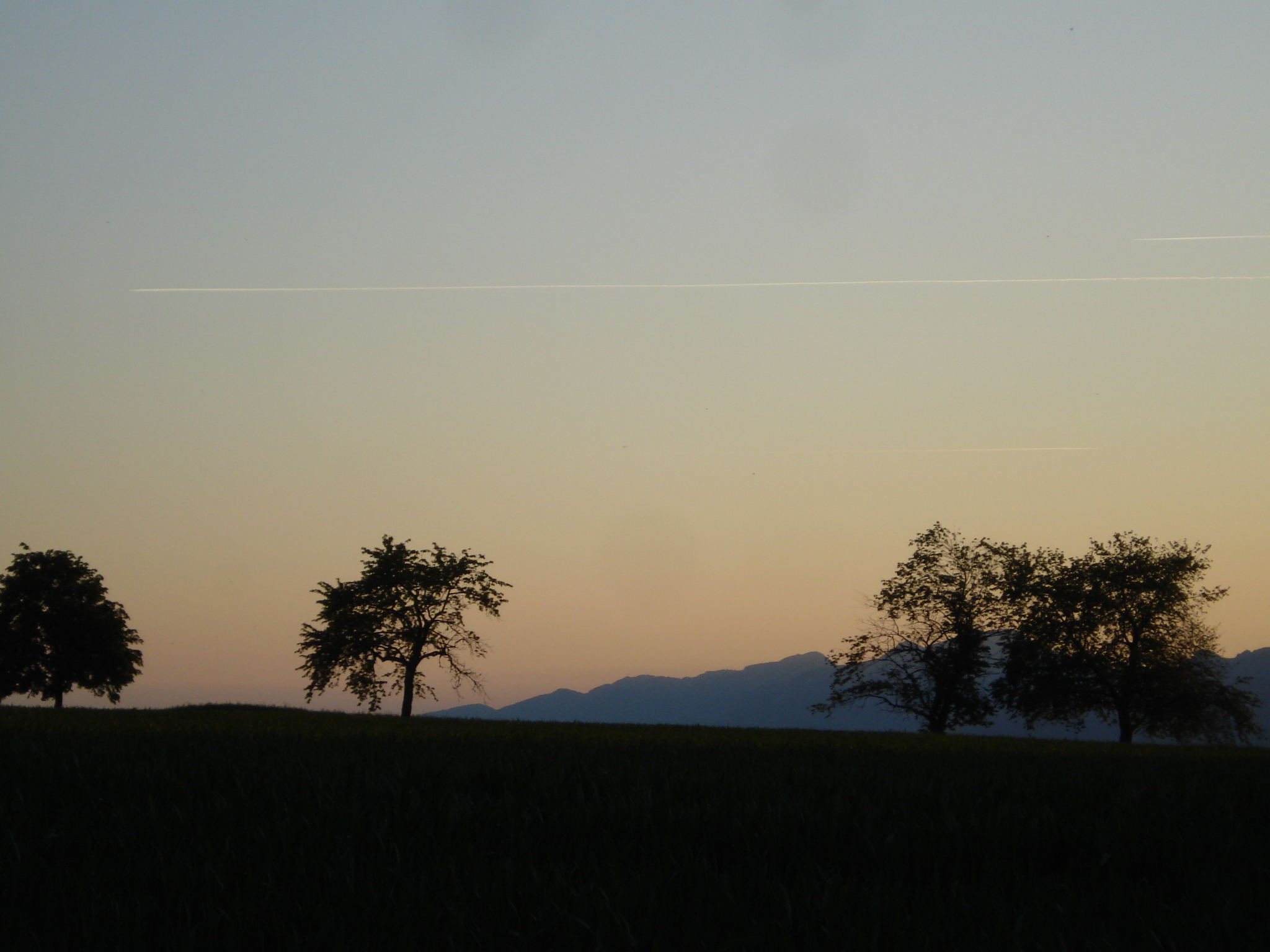
Landschaft am Abend in Riken

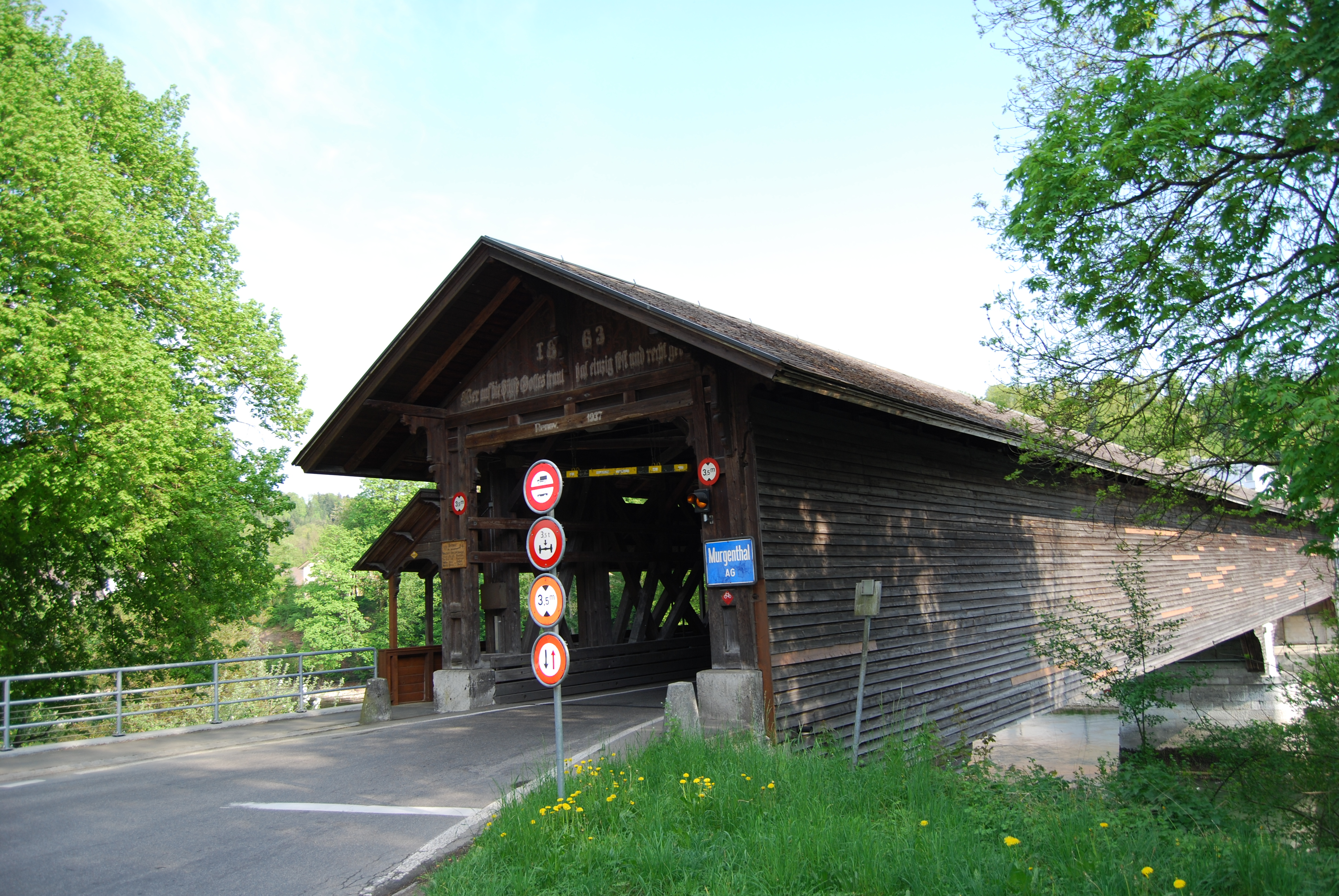
Holzbrücke nach Fulenbach

Die erste Kirche der reformierten Pfarrgemeinde Murgenthal entstand zwischen 1852 und 1854 im neuromanischen Stil in Glashütten. Das baufällige Gebäude musste 1964 abgebrochen und an gleicher Stelle durch einen Neubau ersetzt werden, welcher nach Plänen des Architekten Benedikt Huber erbaut wurde. Im Innenraum befinden sich ein Relief von Peter Meister und ein Glasfenster von Gian Casty. Die Orgel ist ein Werk der Firma Kuhn aus Männedorf.

## Wappen
Die Blasonierung des Gemeindewappens lautet: «In Blau auf grünem Dreiberg drei weisse bestängelte Kleeblätter, überhöht von weissem Tatzenkreuz.» Das Wappen erschien erstmals 1811 auf dem Siegel der Gemeinde Riken und wurde nach der Fusion mit Balzenwil beibehalten. Die Gründe der Einführung dieses Wappenmotivs sind nicht bekannt, da es keine Aufzeichnungen darüber gibt.

## Bevölkerung
Die Einwohnerzahlen entwickelten sich wie folgt:
| Jahr      | 1764 | 1850 | 1900 | 1930 | 1950 | 1960 | 1970 | 1980 | 1990 | 2000 | 2010 | 2020 |
| Einwohner | 773  | 1517 | 1920 | 2413 | 2638 | 2758 | 2673 | 2520 | 2716 | 2741 | 2803 | 2959 |

Am 31. Dezember 2023 lebten 3101 Menschen in Murgenthal, der Ausländeranteil betrug 22,1 %. Bei der Volkszählung 2015 bezeichneten sich 40,6 % als reformiert und 20,4 % als römisch-katholisch; 39,0 % waren konfessionslos oder gehörten anderen Glaubensrichtungen an. 90,7 % gaben bei der Volkszählung 2000 Deutsch als ihre Hauptsprache an, 2,8 % Albanisch, 2,2 % Italienisch, 1,9 % Serbokroatisch und 0,9 % Türkisch.

## Politik und Recht
Die Versammlung der Stimmberechtigten, die Gemeindeversammlung, übt die Legislativgewalt aus. Ausführende Behörde ist der fünfköpfige Gemeinderat. Er wird im Majorzverfahren vom Volk gewählt, seine Amtsdauer beträgt vier Jahre. Der Gemeinderat führt und repräsentiert die Gemeinde. Dazu vollzieht er die Beschlüsse der Gemeindeversammlung und die Aufgaben, die ihm vom Kanton zugeteilt wurden. Für Rechtsstreitigkeiten ist in erster Instanz das Bezirksgericht Zofingen zuständig. Murgenthal gehört zum Friedensrichterkreis XV (Rothrist).

## Wirtschaft
In Murgenthal gibt es gemäss der im Jahr 2015 erhobenen Statistik der Unternehmensstruktur (STATENT) rund 930 Arbeitsplätze, davon 8 % in der Landwirtschaft, 32 % in der Industrie und 60 % im Dienstleistungsbereich. Die meisten Erwerbstätigen sind Wegpendler und arbeiten in der Region Zofingen/Olten oder in Langenthal.
Die 1919 gegründete Landwirtschaftliche Genossenschaft Murgenthal und Umgebung wurde 1989 von der Landwirtschaftliche Genossenschaft Unterwiggertal mit Sitz in Zofingen übernommen.

## Verkehr

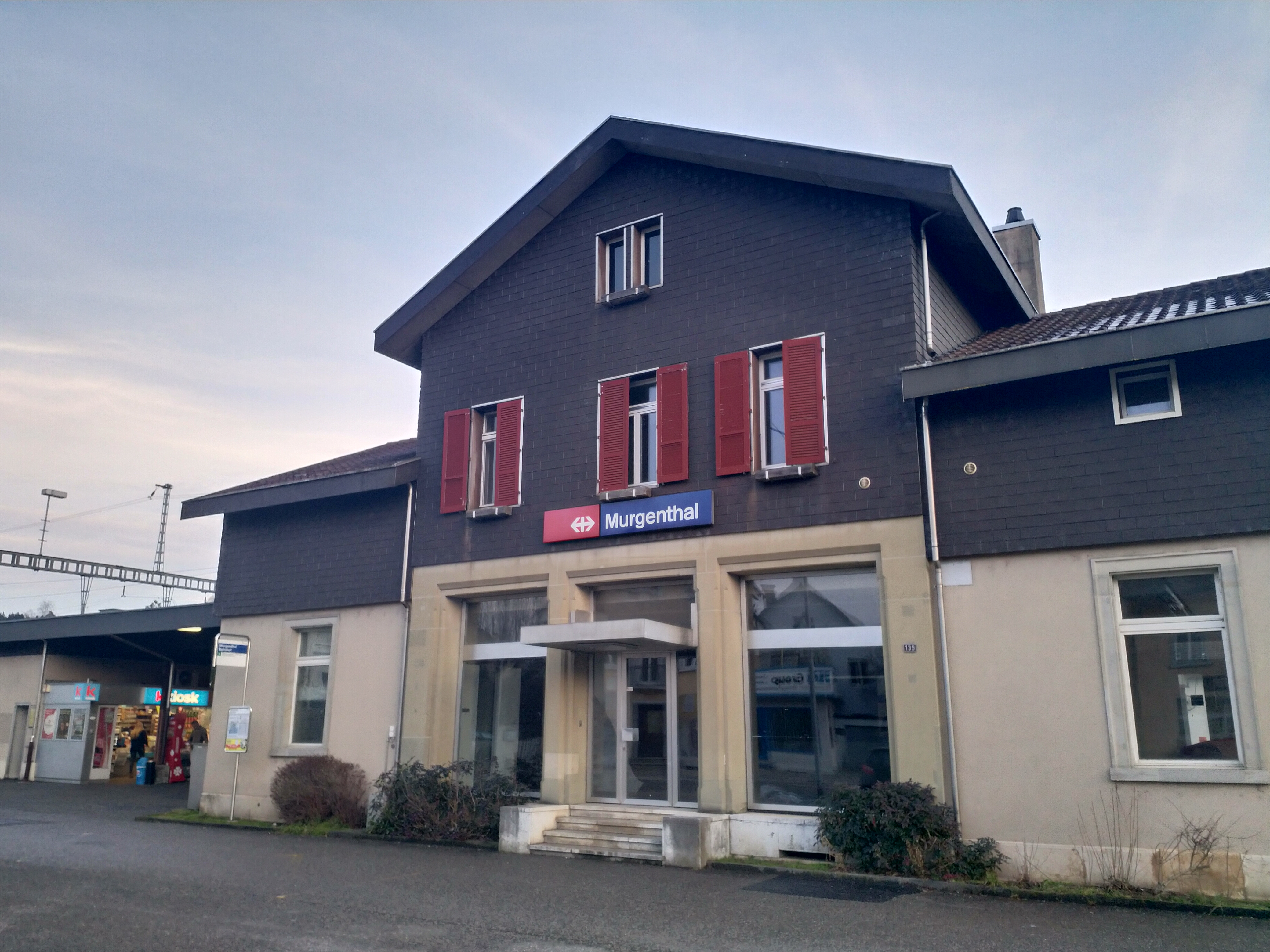
Bahnhof Murgenthal (2019)

Der Ortsteil Murgenthal liegt unmittelbar an der Hauptstrasse 1 von Zürich nach Bern, rund sechs Kilometer vom Anschluss Rothrist der Autobahn A1 entfernt. Die übrigen Ortschaften können auf Nebenstrassen erreicht werden. Mit Fulenbach ist Murgenthal durch die Holzbrücke Fulenbach–Murgenthal über die Aare verbunden. Am SBB-Bahnhof Murgenthal halten Regionalzüge nach Olten und Langenthal. Unter Riken und Glashütten hindurch verläuft der 4745 Meter lange Murgenthaltunnel der Neubaustrecke Mattstetten–Rothrist. Eine Buslinie der Gesellschaft Limmat Bus verkehrt vom Bahnhof Zofingen über Rothrist und Murgenthal nach Glashütten. Balzenwil, Walliswil und Riken können nicht mit öffentlichen Verkehrsmitteln erreicht werden.

## Bildung
Die Gemeinde verfügt über zwei Kindergärten sowie drei Schulhäuser, in denen die Primarschule absolviert werden kann. Die Bezirksschule, die Realschule und die Sekundarschule können in Rothrist besucht werden. Das nächstgelegene Gymnasium ist die Kantonsschule Zofingen.

## Persönlichkeiten
- Konrad Eisenhut (1907–1981), Unternehmer
- Walter Glur (* 1943), Nationalrat (1999–2011)
- Ernst Hasler (* 1945), Regierungsrat
- Arnold Künzli (1832–1908), National- und Regierungsrat
- Martin Plüss (* 1977), Eishockeyspieler
- Ernst Widmer (1903–1981), Oberzolldirektor und später zu einer vierjährigen Haftstrafe verurteilt